# Hellechtsmann
Le Hellechtsmann (littéralement : « le marieur » ou « l'entremetteur », en patois arlonais) désigne un personnage historique, appartenant aujourd'hui au folklore  de la ville belge d'Arlon, dans la province de Luxembourg.

## Histoire
Il était autrefois la personne qui arrangeait les mariages entre les habitants de la région, alors très agricole et rurale et où les gens vivaient plutôt de manière isolée. Le Hellechtsmann était, lui, au courant des situations familiales et allait de ferme en ferme afin d’arranger les unions.
Il organisait également la « Nekloosmaart » (« foire aux amoureux ») qui se déroulait traditionnellement le premier jeudi de décembre. Les jeunes gens se donnaient alors un nouveau rendez-vous à la « Neijoorschmaart » (la « foire du Nouvel An » ou « foire des accordailles »), le premier jeudi de l'an neuf.

## Costume
Son costume est fait d'un sarrau bleu, d'un foulard rouge à pois blancs et d'un pantalon à carreaux noirs et blancs.

## Folklore
Aujourd'hui, ni la « Nekloosmaart », ni la « Neijoorschmaart » ne subsistent à Arlon, mais on peut encore apercevoir les Hellechstmann lors des festivités des Faaschtebounen (célébrant les nouveaux mariés de l'année le premier dimanche de Carême), ainsi que lors du Carnaval d'Arlon sous la forme de deux géants : Lisa et Jempi.

## Patrimoine
Une sculpture de l'artiste Fernand Tomasi intitulée Den Hellechstmann trône au bas de l'Église Saint-Donat d'Arlon et la Knippchen, colline du centre historique d'Arlon dans le vieux quartier dit de la Hetchegass.